# غازي (اسم)
غازي هو اسم علم مذكر من أصل عربي، ومعناه هو المجاهد في سبيل الله السائر لملاقاة العدو، والغزو في الأصل الإغارة والهجوم، وقد تسمى الخلفاء العثمانيون بقلب «غازي» لأنهم كانوا يغزون في سبيل الله، كما كان الغربيون يحاربون المسلمون باسم الصليب.

## الأصل اللغوي
«غزا: غَزَا الشيءَ غَزْواً: أَرادَه وطَلَبَه. وغَزَوت فُلاناً أَغْزُوه غَزْواً. والغِزْوَة: مَا غُزِي وطُلِبَ». لسان العرب - ابن منظور

## شخصيات تحمل الاسم
- غازي الأول (21 مارس 1912 – 4 أبريل 1939)
- غازي القصيبي (شاعر وأديب وسفير دبلوماسي ووزير سعودي، 3 مارس 1940[3] – 15 أغسطس 2010[3][4])
- غازي بن الدانشمند (القرن 11 – 1104)
- غازي بن محمد (أستاذ جامعي أردني، 15 أكتوبر 1966 – )
- غازي حسين باشا (1610 – 1659)
- غازي بن محيا (1311هـ)
- غازي خسرو بك (1480[5] – 1541[5])
- غازي صلاح الدين (23 سبتمبر 1953 – )
- غازي كنعان (سياسي سوري، 1942 – 12 أكتوبر 2005)
- غازي محمد الغيمراوي (1795[6][7] – 17 أكتوبر 1832)
- غازي مشعل عجيل الياور (سياسي عراقي ورئيس جمهورية العراق الخامس والحاكم الجمهوري السادس للعراق، 11 مارس 1958 – )

## وصلات خارجية
- موسوعة السلطان قابوس لأسماء العرب نسخة محفوظة 5 أبريل 2019 على موقع واي باك مشين.